# (121715) Katiesalamy
(121715) Katiesalamy est un astéroïde de la ceinture principale.

## Description
(121715) Katiesalamy est un astéroïde de la ceinture principale. Il fut découvert le 5 décembre 1999 aux Monts Santa Catalina par le projet CSS. Il présente une orbite caractérisée par un demi-grand axe de 3,16 UA, une excentricité de 0,16 et une inclinaison de 3,7° par rapport à l'écliptique.
Il est nommé d'après un contributeur de la mission OSIRIS-REx dont l'objet est l'étude de l'astéroïde (101955) Bénou.